# Swedish Open 1975
Die Swedish Open 1975 im Badminton fanden vom 10. bis zum 12. Januar 1975 in Karlskrona statt. Es war die 20. Austragung der Titelkämpfe.
Im Finale gewann Svend Pri gegen Sture Johnsson 15–17, 15–8, 15–9.

## Sieger und Platzierte
| Disziplin    | Gold                         | Silber                           | Bronze                            |
| ------------ | ---------------------------- | -------------------------------- | --------------------------------- |
| Herreneinzel | Svend Pri                    | Sture Johnsson                   | Thomas Kihlström                  |
| Herreneinzel | Svend Pri                    | Sture Johnsson                   | Flemming Delfs                    |
| Dameneinzel  | Lene Køppen                  | Joke van Beusekom                | Inge Borgstrøm                    |
| Dameneinzel  | Lene Køppen                  | Joke van Beusekom                | Gillian Gilks                     |
| Herrendoppel | Ray Stevens Mike Tredgett    | Jesper Helledie Jørgen Mortensen | Thomas Kihlström Bengt Fröman     |
| Herrendoppel | Ray Stevens Mike Tredgett    | Jesper Helledie Jørgen Mortensen | Flemming Delfs Elo Hansen         |
| Damendoppel  | Barbara Giles Susan Whetnall | Gillian Gilks Nora Gardner       | Karin Kucki Vera Winter           |
| Damendoppel  | Barbara Giles Susan Whetnall | Gillian Gilks Nora Gardner       | Imre Rietveld Nielsen Lene Køppen |
| Mixed        | Mike Tredgett Nora Gardner   | Elliot Stuart Susan Whetnall     | Elo Hansen Inge Borgstrøm         |
| Mixed        | Mike Tredgett Nora Gardner   | Elliot Stuart Susan Whetnall     | Paul Whetnall Barbara Giles       |

## Finalresultate
| Disziplin    | Sieger                       | Finalist                         | Ergebnis          |
| ------------ | ---------------------------- | -------------------------------- | ----------------- |
| Herreneinzel | Svend Pri                    | Sture Johnsson                   | 15–17, 15–8, 15–9 |
| Dameneinzel  | Lene Køppen                  | Joke van Beusekom                | 11–6, 12–10       |
| Herrendoppel | Ray Stevens Mike Tredgett    | Jesper Helledie Jørgen Mortensen | 15–6, 13–15, 15–6 |
| Damendoppel  | Barbara Giles Susan Whetnall | Gillian Gilks Nora Gardner       | 15–9, 4–15, 15–11 |
| Mixed        | Mike Tredgett Nora Gardner   | Elliot Stuart Susan Whetnall     | 15–12, 15–6       |